# Les Cases del Riu (Rossell)
Les Cases del Riu és un nucli de població del municipi de Rossell, situat al Baix Maestrat, al nord de la província de Castelló. L'altitud és de 500 m i la superfície de 74,9 km². La població és de 70 habitants censants, però amb unes 45 cases probablement n'hi viuen més. El seu gentilici és casenc o casenca.